# 成伯龍
成伯龍（？—？），字为苍，号生洲，直隶大名府開州長垣縣人，明朝政治人物。同进士出身。

## 生平
十一月初一日生，治易经。萬曆二十二年（1594年）甲午科順天府乡试第二十六名举人，二十三年（1595年）乙未科會試第二十六名，廷試三甲第一百五十四名进士，户部觀政，二十四年二月授山东曹县知县，歴任十年，课士爱民。擢南京吏部考功司主事，寻转南京户部督饷署郎中，军需无缺。出为山西佥事，至岢岚道副使而归。伯龙始终以文章显，少年以制义受知陶望龄，晚以古文称海内，殁祀乡贤。

## 家族
- 曾祖成岱，自山西高平迁居长垣，娶文氏，生三子：长子成官，號文山；次子成宦，號近山，有子成逊，官至顺天巡抚，季子成宰。
- 祖父成宰（1522-1599年），字以赞，號忠山，嘉靖三十四年乙卯舉人，历官安邑县教谕、陈留知县、睢州知州[3]。元配宋宜人（1526年-1580年），生子成莲、成蓬、成邁；继室张宜人，生成遂。
- 父成蓮，號我虚，萬曆十三年乙酉舉人。母祝氏，贈安人，辰州府通判祝养蒙女；继娶邹氏，封安人，倉副使邹士登女。有五子：伯龍、仲龍、叔龍、季龍、少龍。
- 弟成仲龙，崇祯四年进士；成少龙，崇祯癸酉舉人
- 妻子單氏，舉人單大章女，封孺人，生子成象嚴。